# Ponana magna
Ponana magna är en insektsart som beskrevs av Caldwell 1952 . Ponana magna ingår i släktet Ponana och familjen dvärgstritar. Inga underarter finns listade i Catalogue of Life.